# San Isidro, Coatzintla
San Isidro är en ort i Mexiko.   Den ligger i kommunen Coatzintla och delstaten Veracruz, i den sydöstra delen av landet, 200 km nordost om huvudstaden Mexico City. San Isidro ligger 112 meter över havet och antalet invånare är 181.
Terrängen runt San Isidro är platt åt sydost, men åt nordväst är den kuperad. Runt San Isidro är det ganska tätbefolkat, med 65 invånare per kvadratkilometer. Närmaste större samhälle är Poza Rica de Hidalgo, 15,4 km nordost om San Isidro. Omgivningarna runt San Isidro är en mosaik av jordbruksmark och naturlig växtlighet.